# 高儼
高儼（557年—571年10月29日），字仁威，渤海郡蓨縣（今河北景縣）人，北齊武成帝高湛之第三子，母胡皇后，被北齊後主高緯追封為楚（而非齊）皇帝。

## 生平
高俨最初在河清三年九月乙丑封东平王，历任开府、侍中、中书监、京畿大都督、领军大将军、兼领御史中丞，天统三年五月甲午，太上皇高湛诏令领军大将军、东平王高俨出任尚书令。天统三年八月辛未，太上皇高湛诏令高俨出任司徒。天统四年三月乙巳（568年4月22日），太上皇高湛诏令高俨出任大将军
北魏旧有制度，御史中丞出行，清理道路，和皇太子分路行走，王公都远远的停住车，卸去牛，把轭放在地上，等待御史中丞过去，如果其中有人延迟或违规，御史中丞的部下就用红色棒子打他们。自从东魏迁都邺城，这种仪式就逐渐消失，齐武成帝想要突出的宠信高俨，就让他一切依照北魏旧有的制度。起初高俨从北宫出来，带上皇宫中的官员，凡是京城的步兵骑兵，领军的官属，宫中官员威武的仪仗，司徒随从的仪仗队，没有不具备的。齐武成帝和胡皇后在华林园东门外支起帐篷，隔着青纱步障观看。齐武成帝和胡皇后又派显贵的宦官快马奔到高俨的仪仗队伍那里，宦官不能进入，自称是奉皇帝的诏令，高俨的随从用红色棒子打碎了他的马鞍，马受惊后宦官落在地上。齐武成帝大笑，觉得很好。齐武成帝又诏令停车，派人给高俨传话，持续了很长时间，观看的人挤满了京城。高俨长期留在皇宫中，坐在含光殿上处理事务，各位叔伯都向他行礼。齐武成帝去并州，高俨经常留守邺城，每次齐武成帝出行，高俨要么送到半路，要么送到晋阳才返回。王师罗经常跟随齐武成帝，有次晚到了，齐武成帝想要给他治罪，王师罗说：“臣和第三子分别，留恋不舍不知不觉就晚到了。”齐武成帝思念高俨，为此流下眼泪，放了王师罗不再问罪。高俨的器具衣服玩物饰品，都和齐后主一样，所需要的都由官府供给。高俨曾经在南宫看到新冷冻的早熟李子，回来后发怒说：“尊兄已经有了，我为什么没有？”从此，齐后主先得到新奇的东西，所属官员和工匠必定会遭受惩罚。太上皇高湛和胡太后还认为不够。高俨曾经患喉病，让医生针灸治疗，高俨睁着眼睛眨也不眨。高俨又对高湛说：“阿兄懦弱，怎么能带领身边的人？”高湛经常称赞说：“这是个聪明的儿子，会有所成就。”高湛认为高纬不好，有废掉另立的念头。
高緯心忌弟弟高儼的勇武，多次欲加害。武平二年（571年），遷高儼至北宮，不得每日見太后。同年四月，後主下詔除太保外，悉數解除高儼其他官職，仍然司職中丞，都督京畿。又以北城有武庫，意欲遷移高儼出城外，然後奪其兵權。高儼聯合太后妹夫馮子琮於七月三十日伏兵五十人於神獸門外，將佞臣和士開殺害。高儼再率京畿軍士三千餘人屯兵千秋門，意欲去後主乳母陸令萱及其子穆提婆等奸佞，其後後主急召斛律光殺敗高儼，誅滅其黨羽。
自此，胡太后將高儼藏在自己宮中，一藏數月，凡飲食都要她自己親自嘗過才准高儼食用。九月下旬，高緯終于在夜半將高儼祕密捉到大明宮，高儼被劉桃枝所殺，時年十四歲。胡太后得知大哭十多次。次年正月葬高儼在鄴西，追封諡號為楚恭哀帝，以慰藉太后。

## 家庭
高儼有四個遺腹子，但出生數月後都被幽禁而死，同時以平陽王高淹之孫高世俊為嗣子。其妃為李祖欽女李氏，進封楚帝，住宣則宮。北齊滅亡後，李氏嫁給別人。

## 延伸阅读
[在维基数据编辑]
 《北史·卷052》，出自李延壽《北史》

### 引用
1. ↑  《北齊書補·後主紀》：〔九月〕庚午，殺太保、琅邪王儼。
2. ↑  《北齊書 卷十二 列傳第四 武成十二王》：琅邪王儼，字仁威，武成第三子也。
3. ↑  《北齐书·卷七·帝纪第七》：秋九月乙丑，封皇子绰为南阳王，俨为东平王。
4. ↑  《北史·卷八·齐本纪下第八》：秋九月乙丑，封皇子绰为南阳王、俨为东平王。
5. ↑  《资治通鉴·卷一百六十九》：乙丑，齐主封其子绰为南阳王，俨为东平王。俨，太子之母弟也。
6. ↑  《北齐书·卷八·帝纪第八》：五月甲午，太上皇帝诏以领军大将军、东平王俨为尚书令。
7. ↑  《北史·卷八·齐本纪下第八》：五月甲午，太上皇帝诏以领军大将军、东平王俨为尚书令。
8. ↑  《资治通鉴·卷一百七十》：甲午，齐以东平王俨为尚书令。
9. ↑  《北齐书·卷八·帝纪第八》：秋八月辛未，太上皇帝诏以太保、任城王湝为太师，太尉、冯翊王润为大司马，太宰段韶为左丞相，太师贺拔仁为右丞相，太傅侯莫陈相为太宰，大司马娄睿为太傅，大将军斛律光为太保，司徒韩祖念为大将军，司空、赵郡王睿为太尉，尚书令、东平王俨为司徒。
10. ↑  《北史·卷八·齐本纪下第八》：书监徐之才为右仆射。秋八月辛未，太上皇帝诏以太保、任城王湝为太师，太尉、冯翊王润为大司马，太宰段韶为左丞相，太师贺拔仁为右丞相，太傅侯莫陈相为太宰，大司马娄睿为太傅，大将军斛律光为太保，司徒韩祖念为大将军，司空、赵郡王睿为太尉，尚书令、东平王俨为司徒。
11. ↑  《资治通鉴`卷一百七十》：八月，齐以任城王湝为太师，冯翊王润为大司马，段韶为左丞相，贺拔仁为右丞相，侯莫陈相为太宰，娄睿为太傅，斛律光为太保，韩祖念为大将军，赵郡王睿为太尉，东平王俨为司徒。
12. ↑  《北齐书·卷八·帝纪第八》：三月乙巳，太上皇帝诏以司徒、东平王俨为大将军，南阳王绰为司徒，开府仪同三司徐显秀为司空，开府仪同三司、广宁王孝珩为尚书令。
13. ↑  《北史·卷八·齐本纪下第八》：三月乙巳，太上皇帝诏以司徒、东平王俨为大将军，南阳王绰为司徒，开府仪同三司、广宁王孝珩为尚书令。
14. ↑  《资治通鉴·卷一百七十》：乙巳，齐以东平王俨为大将军，南阳王绰为司徒，开府仪同三司徐显秀为司空，广宁王孝珩为尚书令。
15. ↑  《北齐书·卷十二·列传第四》：琅邪王俨，字仁威，武成第三子也。初封东平王，拜开府、侍中、中书监、京畿大都督、领军大将军、领御史中丞，迁司徒、尚书令、大将军、录尚书事、大司马。魏氏旧制，中丞出，清道，与皇太子分路行，王公皆遥住车，去牛，顿轭于地，以待中丞过，其或迟违，则赤棒棒之。自都邺后，此仪浸绝，武成欲雄宠俨，乃使一依旧制。初从北宫出，将上中丞，凡京畿步骑，领军之官属，中丞之威仪，司徒之卤簿，莫不毕备。帝与胡后在华林园东门外张幕，隔青纱步障观之。遣中贵骤马趣仗，不得入，自言奉敕，赤棒应声碎其鞍，马惊人坠。帝大笑，以为善。更敕令驻车，传语良久，观者倾京邑。俨恒在宫中，坐含光殿以视事，诸父皆拜焉。帝幸并州，俨常居守，每送驾，或半路，或至晋阳，乃还。王师罗常从驾，后至，武成欲罪之，辞曰:“臣与第三子别，留连不觉晚。”武成忆俨，为之下泣，舍师罗不问。俨器服玩饰，皆与后主同，所须悉官给。于南宫尝见新冰早李，还，怒曰:“尊兄已有，我何意无！”从是，后主先得新奇，属官及工匠必获罪。太上、胡后犹以为不足。俨常患喉，使医下针，张目不瞬。又言于帝曰:“阿兄懦，何能率左右？”帝每称曰:“此黠儿也，当有所成。”以后主为劣，有废立意。
16. ↑  《北齊書 卷十二 列傳第四 武成十二王》：武平二年，出儼居北宮，五日一朝，不復得每日見太后。四月，詔除太保，餘官悉解，猶帶中丞，督京畿。以北城有武庫，欲移儼於外，然後奪其兵權。
17. ↑  《北齊書 卷十二 列傳第四 武成十二王》：儼謂侍中馮子琮曰：「士開罪重，兒欲殺之。」子琮心欲廢帝而立儼，因贊成其事。儼乃令子宜表彈士開罪，請付禁推。子琮雜以他文書奏之，後主不審省而可之。 儼誑領軍厙狄伏連曰：「奉勑令軍收士開。」伏連以咨子琮，且請覆奏。子琮曰：「琅邪王受勑，何須重奏。」伏連信之，伏五十人於神獸門外，詰旦，執士開送御史。儼使馮永洛就臺斬之。
18. ↑  《北齊書 卷十二 列傳第四 武成十二王》：儼徒本意唯殺士開，及是，因逼儼曰：「事既然，不可中止。」儼遂率京畿軍士三千餘人屯千秋門。帝使劉桃枝將禁兵八十人召儼。桃枝遙拜，儼命反縛，將斬之， 禁兵散走。帝又使馮子琮召儼，儼辭曰：「士開昔來實合萬死，謀廢至尊，剃家家頭使作阿尼，故擁兵馬欲坐著孫鳳珍宅上，臣為是矯詔誅之。尊兄若欲殺臣，不敢逃罪，若放臣，願遣姊姊來迎臣，臣卽入見。」姊姊卽陸令萱也，儼欲誘出殺之。令萱執刀帝後，聞之戰栗。又使韓長鸞召儼，儼將入，劉辟疆牽衣諫曰：「若不斬 提婆母子，殿下無由得入。」廣寧、安德二王適從西來，欲助成其事，曰：「何不入？」辟疆曰：「人少。」安德王顧衆而言曰：「孝昭帝殺楊遵彥，止八十人，今乃數千，何言人少？」後主泣啟太后曰：「有緣更見家家，無緣永別。」乃急召斛律光，儼亦召之。光聞殺士開，撫掌大笑曰：「龍子作事，固自不似凡人。」入見後主於永巷。帝率宿衛者步騎四百，授甲將出戰。光曰：「小兒輩弄兵，與交手卽亂。鄙諺雲『奴見大家心死』，至尊宜自至千秋門，琅邪必不敢動。」皮景和亦以為然，後主從之。光步道，使人出曰：「大家來。」儼徒駭散。帝駐馬橋上，遙呼之，儼猶立不進。光就謂曰：「天子弟殺一漢，何所苦。」執其手，強引以前。請帝曰：「琅邪王年少，腸肥腦滿，輕為舉措，長大自不復然，願寬其罪。」帝拔儼帶刀環亂築辮頭，良久乃釋之。收伏連及高舍洛、王子宜、劉辟疆、都督翟顯貴於後園，帝親射之而後斬，皆支解，暴之都街下。文武職吏盡欲殺之。
19. ↑  《北齊書 卷十二 列傳第四 武成十二王》：自是太后處儼於宮內，食必自嘗之。陸令萱說帝曰：「人稱琅邪王聰明雄勇，當今無敵，觀其相表，殆非人臣。自專殺以來，常懷恐懼，宜早為計。」何洪珍與和士開素善，亦請殺之。未決，以食輿密迎祖珽問之，珽稱周公誅管叔，季友鴆慶父，帝納其言。以儼之晉陽，使右衛大將軍趙元侃誘執儼。元侃曰：「臣昔事先帝，日見先帝愛王，今寧就死，不能行。」帝出元侃為豫州刺史。九月下旬，帝啟太后曰：「明旦欲與仁威出獵，須早出早還。」是夜四更，帝召儼，儼疑之。陸令萱曰： 「兄兄喚，兒何不去？」儼出至永巷，劉桃枝反接其手。儼呼曰：「乞見家家、尊兄！」桃枝以袂塞其口，反袍蒙頭負出，至大明宮，鼻血滿面，立殺之，時年十四。
20. ↑  《北齊書 卷十二 列傳第四 武成十二王》：帝使啟太后，臨哭十餘聲，便擁入殿。明年三月，葬於鄴西，贈謚曰楚恭哀帝，以慰太后。
21. ↑  《北齊書 卷十二 列傳第四 武成十二王》：有遺腹四男，生數月皆幽死。以平陽王淹孫世俊嗣。
22. ↑  《北齊書 卷十二 列傳第四 武成十二王》：儼妃，李祖欽女也，進為楚帝后，居宣則宮。齊亡，乃嫁焉。

### 书目
- 《北齊書》 卷十二 列傳第四 武成十二王